# ریوجی سوگیموتو
ریوجی سوگیموتو (انگلیسی: Ryuji Sugimoto؛ زادهٔ ۱ ژوئن ۱۹۹۳) بازیکن فوتبال اهل ژاپن است.
از باشگاه‌هایی که در آن بازی کرده‌است می‌توان به باشگاه فوتبال توکیو وردی اشاره کرد.